# Ачинско-Минусинский боевой район
Ачинско-Минусинский боевой район — статус территории Хакасско-Минусинской котловины, определённый приказом командованием частей особого назначения (ЧОН) Енисейской губернии от 15 января 1922 года.
Первый командир 6-го сводного отряда ЧОН — В. Ф. Поченко. Приказом комчонгуба от 29 марта 1922 года в его составе были созданы 3 боевых участка. С 16 августа 1922 года командиром был назначен В. Н. Какоулин. Ачинско-Минусинский боевой район разделили на Северный и Южный боевые участки. С ноября 1922 года командиром района являлся А. А. Пудченко, с апреля 1923 года — Н. М. Волков.
Создание боевого района способствовало более рациональному использованию чоновцев в подавлении повстанчества. После ряда реорганизаций и вследствие уменьшения численности Соловьевцев, в соответствии с приказом по ЧОНу Енисейской губернии от 29 октября 1923 года, был ликвидирован, а его вооружённые силы подверглись новому переформированию.